# Green Carnation
Green Carnation es una banda de metal progresivo formada en 1990 en Kristiansand, Noruega. Desde su fundación, el sonido de la banda ha ido suavizándose con el paso de los discos, evolucionando desde el doom y el death metal progresivo de sus primeros trabajos hasta el hard rock y el rock progresivo llegando a grabar un disco enteramente acústico en 2006 titulado Acoustic Verses. En su último álbum Leaves Of The Yesteryear combinan elementos del rock, metal progresivo y death metal.

## Biografía
Green Carnation se creó en 1990 de la mano de Terje Vik Schei, conocido como Tchort, antes de unirse como bajista a Emperor. Esta circunstancia dio pie a la ruptura del grupo y a la formación de In the Woods...
Con la disolución de esta banda, Tchort retomó el proyecto de Green Carnation en el año 2000 para publicar un primer álbum llamado Journey to the End of the Night. Este disco es el más duro del grupo, encuadrándose dentro del doom metal con elementos de música folk. Un año después se publica el segundo disco de la formación, Light of Day, Day of Darkness, un álbum compuesto por solo una canción de metal progresivo de una hora de duración.
En 2003 Green Carnation publicó su tercer trabajo, A Blessing in Disguise, mucho más orientado hacia el rock que sus predecesores, aunque sin perder el espíritu del metal progresivo. También se incluyen influencias del rock gótico y del hard rock. El siguiente disco, The Quiet Offspring, fue publicado a través del sello estadounidense The End Records, y continuó con la transición del grupo hacia los terrenos del hard rock y el rock progresivo. Este álbum está considerado como su disco con un sonido más comercial. A finales de 2005 la banda editó el EP The Burden Is Mine... Alone, que marcó el debut del vocalista y bajista Stein Roger Sordal.
A comienzos de 2006 se publicó el álbum acústico Acoustic Verses, donde se separan definitivamente del heavy metal, aunque sin perder el sonido progresivo. Según el librillo de este álbum, Green Carnation tiene previsto editar la segunda parte de la trilogía "The Chronicles of Doom", que comenzó con Light of Day, Day of Darkness, y que llevaría por título The Rise and Fall of Mankind.

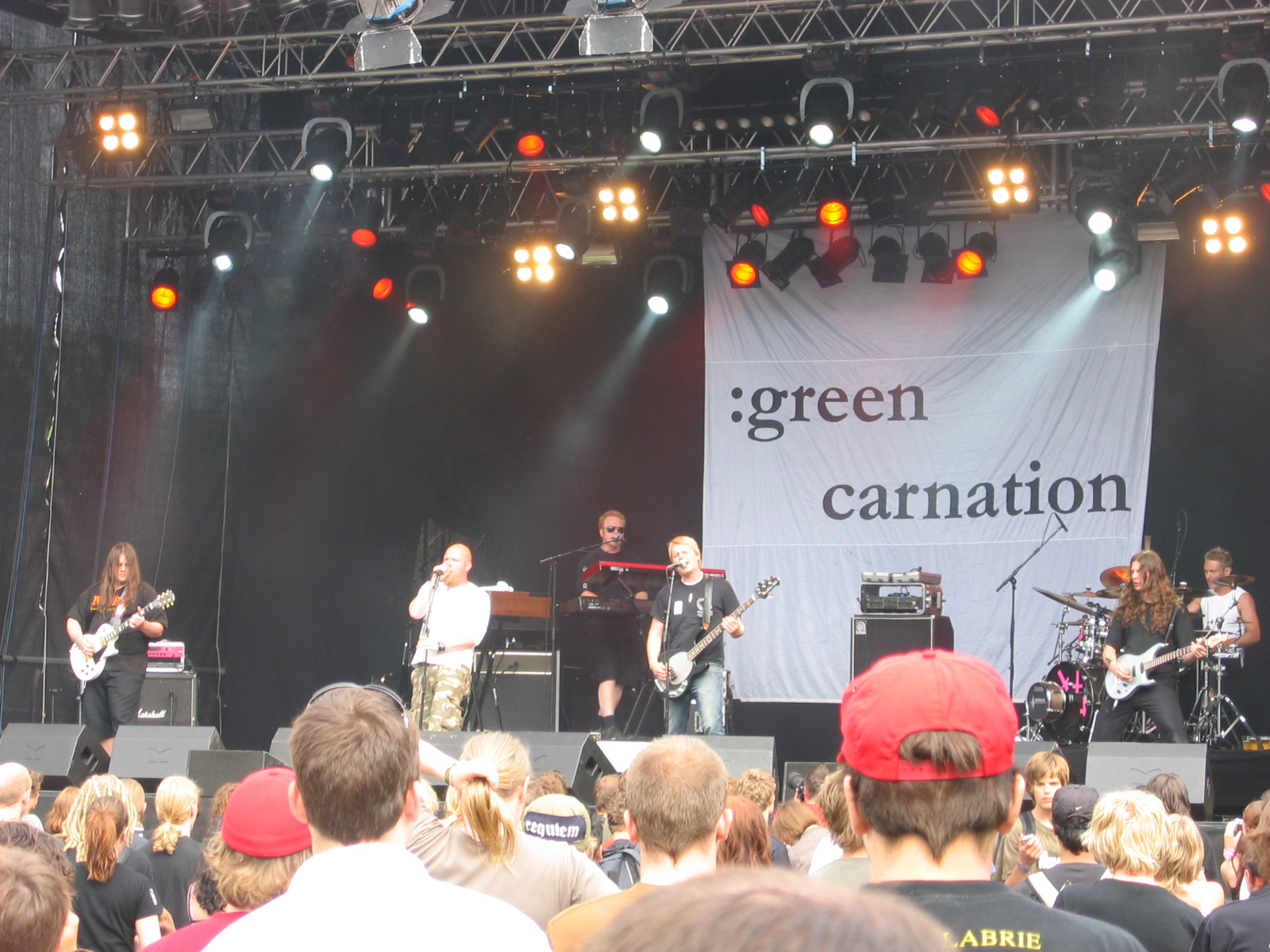
Green Carnation en el Quart Festival en Noruega en 2006. De izquierda a derecha: Tchort, Kjetil Nordhus, Kenneth Silden, Stein Roger Sordal, Michael Krumins y Tommy Jackson.

En febrero de 2007 Green Carnation grabó un DVD en directo en el que la banda toca todo el disco Acoustic Verses en directo, así como otras canciones. El concierto fue grabado delante de una presa de treinta metros de alto en las montañas noruegas.
El 17 de agosto de 2007, Tchort anunció la separación de la banda debido a la pobre organización de la gira americana y a la pérdida de motivación y de dinero derivadas de ella. No obstante, el líder de la banda noruega expresó que continuaría componiendo música para el grupo, aunque sin participar en sus conciertos. Debido a esto, la publicación de The Rise and Fall of Mankind fue pospuesto, hasta la fecha no se ha publicado 
En 2014, la banda anuncia su regreso a los escenarios con algunos conciertos, en 2018 sacan su CD en vivo titulado "Last Day of Darkness", en 2020 sacaron su álbum Leaves of The Yesteryear luego de más de 10 años sin sacar material nuevo.

## Discografía
- Hallucinations of Despair (1991) - Demo
- Journey to the End of the Night (2000) − CD
- Light of Day, Day of Darkness (2001) − CD
- A Blessing in Disguise (2003) − CD
- The Trilogy (2004) − Box set
- Alive and Well... In Krakow (2004) − DVD
- The Quiet Offspring (2005) − CD
- The Burden Is Mine... Alone (2005) − EP
- Acoustic Verses (2006) − CD
- A Night Under the Dam (2007) − DVD
- Leaves of Yesteryear − CD (2020)

## Miembros

### Actuales
- Tchort (Terje Vik Schei) - guitarra

### Pasados
- Stein Roger Sordal − bajo, voz, guitarra
- Kjetil Nordhus − voz
- Kenneth Silden − piano, teclados
- Michael Krumins − guitarra, theremín
- Tommy Jackson − batería
- Bjørn Harstad − guitarra
- Bernt A. Moen − piano, teclados
- Christian "X" Botteri − guitarra
- Christofer "CM" Botteri − bajo
- Anders Kobro − batería
- Alf Torre Rassmussen − batería